# Persone di nome Alessia
| Questa pagina contiene informazioni ricavate automaticamente dalle voci biografiche con l'ausilio del template Bio e di un bot. L'aggiornamento è periodico e automatico e ricostruisce completamente la pagina. Se manca una persona in questa lista, sei pregato di non aggiungerla, ma accertati piuttosto che la sua voce biografica contenga il template Bio e che i dati anagrafici siano correttamente compilati. Se il template Bio manca, inseriscilo tu stesso o, in alternativa, metti l'avviso {{tmp\|Bio}} che ne segnala la mancanza. Se i dati riportati sono sbagliati, correggi direttamente la voce biografica; le modifiche saranno visibili in questa lista entro pochi giorni. Per chiarimenti vedi il progetto antroponimi. La lista contiene solo le 77 persone che sono citate nell'enciclopedia e per le quali è stato implementato correttamente il template Bio. Pagina aggiornata al 22 giu 2025. |

Questa è una lista di persone presenti nell'enciclopedia che hanno il nome Alessia, suddivise per attività principale.

## Allenatrici di calcio a 5(1)
- Alessia Catrambone, allenatrice di calcio a 5 e ex giocatrice di calcio a 5 italiana (Crotone, n. 1988)

## Allenatrici di ginnastica(1)
- Alessia Praz, allenatrice di ginnastica e ex ginnasta italiana (Aosta, n. 1997)

## Altiste(1)
- Alessia Trost, ex altista italiana (Pordenone, n. 1993)

## Annunciatrici televisive(1)
- Alessia Patacconi, annunciatrice televisiva e attrice italiana (Roma, n. 1981)

## Apneiste(1)
- Alessia Zecchini, apneista italiana (Roma, n. 1992)

## Attrici(6)
- Alessia Barela, attrice italiana (Chieti, n. 1974)
- Alessia Fabiani, attrice, showgirl e ex modella italiana (L'Aquila, n. 1976)
- Alessia Fugardi, attrice italiana (Roma, n. 1981)
- Alessia Giuliani, attrice italiana (Genova, n. 1972)
- Alessia Mancarella, attrice italiana (Napoli, n. 1986)
- Alessia Scriboni, attrice e ballerina italiana (Roma, n. 1996)

## Calciatrici(12)
- Alessia Capelletti, calciatrice italiana (Cremona, n. 1998)
- Alessia Cobelli, calciatrice italiana (Asti, n. 1984)
- Alessia D'Ancona, calciatrice, allenatrice di calcio e ex giocatrice di calcio a 5 italiana (Portoferraio, n. 1987)
- Alessia Fadda, calciatrice e ex giocatrice di calcio a 5 italiana (Quartu Sant'Elena, n. 1979)
- Alessia Gritti, calciatrice italiana (Bergamo, n. 1987)
- Alessia Longato, calciatrice e ex giocatrice di calcio a 5 italiana (Adria, n. 1992)
- Alessia Pecchini, calciatrice italiana (Villafranca di Verona, n. 1992)
- Alessia Piazza, calciatrice italiana (Como, n. 1998)
- Alessia Russo, calciatrice inglese (Maidstone, n. 1999)
- Alessia Stivaletta, calciatrice italiana (Vasto, n. 1997)
- Alessia Tuttino, ex calciatrice italiana (Udine, n. 1983)
- Alessia Venturini, calciatrice italiana (Mantova, n. 1993)

## Cantanti(2)
- Alexia, cantante e compositrice italiana (Arcola, n. 1967)
- Aless, cantante e rapper slovacca (Bratislava, n. 1998)

## Cantautrici(1)
- Alessia Cara, cantautrice canadese (Brampton, n. 1996)

## Cestiste(1)
- Alessia Cabrini, cestista italiana (Nizza, n. 1996)

## Cicliste su strada(1)
- Alessia Vigilia, ciclista su strada italiana (Bolzano, n. 1999)

## Conduttrici televisive(4)
- Alessia Mancini, conduttrice televisiva e showgirl italiana (Marino, n. 1978)
- Alessia Marcuzzi, conduttrice televisiva e imprenditrice italiana (Roma, n. 1972)
- Alessia Reato, conduttrice televisiva, showgirl e ex modella italiana (L'Aquila, n. 1990)
- Alessia Ventura, conduttrice televisiva, modella e showgirl italiana (Moncalieri, n. 1980)

## Doppiatrici(2)
- Alessia Amendola, doppiatrice e direttrice del doppiaggio italiana (Roma, n. 1984)
- Alessia La Monica, doppiatrice e dialoghista italiana (Roma, n. 1979)

## Ginnaste(4)
- Alessia Federici, ginnasta italiana (Milano, n. 2004)
- Alessia Leolini, ex ginnasta italiana (Montevarchi, n. 1997)
- Alessia Maurelli, ex ginnasta italiana (Rivoli, n. 1996)
- Alessia Russo, ginnasta italiana (Figline Valdarno, n. 1996)

## Giornaliste(1)
- Alessia Gizzi, giornalista italiana (Roma, n. 1978)

## Modelle(1)
- Alessia Piovan, modella e attrice italiana (Noventa Vicentina, n. 1985)

## Nuotatrici(9)
- Alessia Berra, nuotatrice italiana (Monza, n. 1994)
- Alessia Bigi, nuotatrice artistica italiana (Roma, n. 1987)
- Alessia Filippi, ex nuotatrice italiana (Roma, n. 1987)
- Alessia Lucchini, nuotatrice artistica italiana (Busto Arsizio, n. 1978)
- Alessia Macchi, nuotatrice artistica italiana (Gallarate, n. 2004)
- Alessia Paoloni, nuotatrice italiana (Ancona, n. 1985)
- Alessia Pezone, nuotatrice artistica italiana (Frascati, n. 1993)
- Alessia Polieri, nuotatrice italiana (Castel San Pietro Terme, n. 1994)
- Alessia Scortechini, nuotatrice italiana (Roma, n. 1997)

## Pallavoliste(6)
- Alessia Gennari, pallavolista italiana (Parma, n. 1991)
- Alessia Ghilardi, ex pallavolista italiana (Bergamo, n. 1979)
- Alessia Mazzaro, pallavolista italiana (Tradate, n. 1998)
- Alessia Orro, pallavolista italiana (Oristano, n. 1998)
- Alessia Populini, pallavolista italiana (Brescia, n. 2000)
- Alessia Travaglini, ex pallavolista italiana (Ascoli Piceno, n. 1988)

## Pattinatrici(1)
- Alessia Tornaghi, pattinatrice italiana (Milano, n. 2003)

## Pentatlete(1)
- Alessia Pieretti, pentatleta e politica italiana (Roma, n. 1976)

## Politiche(4)
- Alessia Ambrosi, politica italiana (Negrar di Valpolicella, n. 1982)
- Alessia Morani, politica italiana (Sassocorvaro, n. 1976)
- Alessia Petraglia, politica italiana (Eboli, n. 1967)
- Alessia Rotta, politica italiana (Tregnago, n. 1975)

## Principesse(1)
- Alessia di Grecia, principessa greca (Corfù, n. 1965)

## Pugili(1)
- Alessia Mesiano, pugile italiana (Latina, n. 1991)

## Rugbiste a 15(1)
- Alessia Pantarotto, rugbista a 15 italiana (San Donà di Piave, n. 1991)

## Scacchiste(1)
- Alessia Santeramo, scacchista italiana (Barletta, n. 1998)

## Scenografe(1)
- Alessia Anfuso, scenografa italiana (Roma, n. 1968)

## Schermitrici(1)
- Alessia Tognolli, schermitrice italiana (Venezia, n. 1981)

## Sciatrici alpine(2)
- Alessia Afi Dipol, ex sciatrice alpina italiana (Pieve di Cadore, n. 1995)
- Alessia Pittin, ex sciatrice alpina italiana (n. 1983)

## Scrittrici(1)
- Alessia Gazzola, scrittrice italiana (Messina, n. 1982)

## Showgirl(1)
- Alessia Merz, showgirl, conduttrice televisiva e attrice italiana (Trento, n. 1974)

## Skeletoniste(1)
- Alessia Crippa, skeletonista italiana (Domodossola, n. 2000)

## Tennistavoliste(1)
- Alessia Arisi, tennistavolista italiana (Parma, n. 1971)

## Triatlete(1)
- Alessia Orla, triatleta italiana (Venaria Reale, n. 1992)

## Velociste(1)
- Alessia Pavese, velocista italiana (Alzano Lombardo, n. 1998)

## Senza attività specificata(2)
- Alessia Mosca, ex politica e politologa italiana (Monza, n. 1975)
- Alessia di Matteo, italiano (Genova, n. 2003 - Genova, † 2005)